# Station Saint-Gaudens
Station Saint-Gaudens is een spoorwegstation in de Franse gemeente Saint-Gaudens.